# Agentka Carter (sezon 1)
Pierwszy sezon amerykańskiego serialu Agentka Carter opowiada historię Peggy Carter w 1946 roku, która zmaga się z utratą Steve’a Rogersa oraz jej przełożonymi, mężczyznami, którzy marginalizują jej pozycję w SSR (Strategic Scientific Reserve). Peggy będzie godzić oficjalną pracę biurową z tajną misją mającą na celu oczyszczenie dobrego imienia Howarda Starka.
Twórcami serialu są Tara Butters, Michele Fazekas i Chris Dingess. W głównych rolach wystąpili: Hayley Atwell, James D’Arcy, Chad Michael Murray, Enver Gjokaj i Shea Whigham.
Emisja sezonu, składającego się z 8 odcinków, rozpoczęła się na antenie ABC 6 stycznia 2015 roku. W Polsce serial został wyemitowany na kanale Fox Polska.
8 maja 2014 roku, stacja ABC zamówiła drugi sezon serialu.

## Obsada
| - Hayley Atwell jako Peggy Carter - James D’Arcy jako Edwin Jarvis - Chad Michael Murray jako Jack Thompson - Enver Gjokaj jako Daniel Sousa - Shea Whigham jako Roger Dooley Przedstawieni w filmach - Dominic Cooper jako Howard Stark Przedstawieni w sezonie pierwszym - Lyndsy Fonseca jako Angie Martinelli - Kyle Bornheimer jako Ray Krzeminski - Meagan Fay jako Miriam Fry - Bridget Regan jako Dottie Underwood - Ralph Brown jako Johann Fennhoff | Przedstawieni w filmach - Chris Evans jako Steve Rogers / Kapitan Ameryka - Costa Ronin jako Anton Vanko - Neal McDonough jako Timothy „Dum Dum” Dugan - Toby Jones jako Arnim Zola Przedstawieni w sezonie pierwszym - Lesley Boone jako Rose Roberts - Ray Wise jako Hugh Jones |

## Emisja
Emisja sezonu, składającego się z 8 odcinków, na antenie ABC trwała od 6 stycznia do 24 lutego 2015 roku w przerwie między sezonowej drugiego sezonu serialu Agenci T.A.R.C.Z.Y.. W Polsce serial został wyemitowany na kanale Fox Polska od 19 maja do 7 lipca 2015 roku.

## Odcinki
| № | Nr | Tytuł                                              | Reżyseria           | Scenariusz                         | Premiera (ABC)   | Premiera w Polsce (Fox) |
| --- | -- | -------------------------------------------------- | ------------------- | ---------------------------------- | ---------------- | ----------------------- |
| 1 | 1  | To jeszcze nie koniec Now is Not the End           | Louis D'Esposito    | Christopher Markus Stephen McFeely | 6 stycznia 2015  | 19 maja 2015            |
| W 1946 roku Peggy Carter opłakuje śmierć ukochanego, Steve’a Rogersa i wraca do pracy w S.S.R. w Nowym Jorku. Agencja ta jest w trakcie prowadzenia śledztwa w sprawie przemysłowca Howarda Starka, który oskarżany jest o handel bronią z wrogami Stanów Zjednoczonych. Stark potajemnie spotyka się z Carter i prosi ją o pomoc w oczyszczeniu jego imienia. Przed opuszczeniem kraju informuje ją, że jego formuła „nitramene” ma zostać sprzedana w klubie. Peggy w przebraniu infiltruje klub i dowiaduje się, że formuła została uzbrojona. Zanosi bombę „nitramene” do naukowca Antona Vanko, który wnioskuje, że pochodzi ona z rafinerii Roxxon Oil. Carter, razem z lokajem Starka, Edwinem Jarvisem udają się do rafinerii. Spotykają tam Leeta Brannisa, który okazuje się, że pracuje dla organizacji Lewiatan. Brannis ucieka z ciężarówką pełną broni, a przed wyjazdem wyrzuca jedną z bomb, która niszczy rafinerię. Carter i Jarvisowi udaje się w porę uciec. |    |                                                    |                     |                                    |                  |                         |
| 2 | 2  | Most i tunel Bridge and Tunnel                     | Joseph Russo        | Eric Pearson                       | 6 stycznia 2015  | 26 maja 2015            |
| Ponownie pod przykrywką, Peggy próbuje odnaleźć ciężarówkę z bronią i odnajduje adres kierowcy ciężarówki. S.S.R. podczas przesłuchania Milesa Van Erta, naukowca Roxxon Oil również otrzymują ten sam adres. Carter i Jarvis docierają pod adres pierwsi i odnajdują Brannisa, którego zmuszają do pójścia z nimi. Cała trójka jadąc ciężarówką z „nitramene” zostaje zaatakowana przez Sashę Demidova, który pracuje dla organizacji Lewiatan. Okazuje się, że Brannis zdradził tę organizację. Carter walczy z Demidovem, a Brannis zostaje śmiertelnie ranny. Peggy i Brannis opuszczają ciężarówkę, a Jarvis kieruje ją prosto na klif. W ostatnim momencie Edwin wyskakuje z niej, a ciężarówka wraz z Demidovem spada z klifu i wybucha z zawartością broni. Przed śmiercią Brannis rysuje na ziemi tajemniczy symbol. Na miejsce docierają agenci Roger Dooley, Jack Thompson i Daniel Sousai zastają martwego Brannisa, kobiece ślady i klucz do pokoju hotelowego należącego do Demidova. W tym czasie agent Ray Krzeminski bada pozostałości po rafinerii i odnajduje tablicę rejestracyjną samochodu Starka, którym uciekali z wybuchającej rafinerii Carter i Jarvis. |    |                                                    |                     |                                    |                  |                         |
| 3 | 3  | Czas i przypływ Time and Tide                      | Scott Winant        | Andi Bushell                       | 13 stycznia 2015 | 2 czerwca 2015          |
| Dooley i Krzeminski przeszukują pokój Demidova i odkrywają maszynę do pisania. Thompson i Sousa przesłuchują Javisa w sprawie śledztwa, grożąc mu skierowaniem starej sprawy do urzędu imigracyjnego. Carter, udając brak wiedzy na temat, psuje przesłuchanie tak, aby wyciągnąć Jarvisa. Otrzymuje za to reprymendę od Dooleya. Carter i Jarvis znajdują się w kanałach pod posiadłością Starka, przemierzają drogę, którą Brannis wyniósł skradzioną technologię. Docierają do doków, w których stoi łódź Heartbraek. Namalowany jest na niej ten sam symbol, który narysował przed śmiercią Brannis. Na pokładzie statku odnajdują skradzioną broń. Jarvis dzwoni anonimowo do S.S.R., a Peggy walczy ze strażnikiem pilnującym ładunku. Przed przybyciem S.S.R. opuszczają doki. Strażnik zostaje zabrany przez Krzeminskiego i identyfikuje Carter jako kobietę, która go zaatakowała. W trakcie transportu samochodem obydwaj zostają zabici. |    |                                                    |                     |                                    |                  |                         |
| 4 | 4  | Przycisk wojny błyskawicznej The Blitzkrieg Button | Stephen Cragg       | Brant Englestein                   | 27 stycznia 2015 | 9 czerwca 2015          |
| Kiedy Dooley dowiaduje się, że Brannis i Demidov mieli zginąć w bitwie pod Finow, udaje się do Niemiec, by porozmawiać z nazistowskim pułkownikiem. Nie dowiaduje się jednak, w jaki sposób Brannis i Demidov przeżyli, natomiast dostaje informację, że siły sowieckie zmasakrowały miasto zanim wkroczyli Naziści. Peggy potajemnie spotyka się ze Starkiem, który powrócił w obawie przed odkryciem jego najnowszej technologii. Carter zabiera broń z S.S.R., ale odkrywa, że nie jest to broń tylko fiolka krwi Rogersa. Zła na Starka, za to, że ją okłamał ukrywa fiolkę. Kryminalista, który przemycił Starka do Nowego Jorku śledzi ją do jej pokoju, jednak zostaje zabity przez jej nową sąsiadkę, Dottie Underwood. |    |                                                    |                     |                                    |                  |                         |
| 5 | 5  | Żelazny sufit The Iron Ceiling                     | Peter Leto          | Jose Molina                        | 3 lutego 2015    | 16 czerwca 2015         |
| Carter odszyfrowuje zakodowaną wiadomość otrzymaną od organizacji Lewiatan za pomocą maszyny do pisania Demidova dla S.S.R.. Z wiadomości wynika, że Stark będzie sprzedawał broń dla Lewiatana w bazie sowieckiej. Thompson zostaje wysłany na misję powstrzymania sprzedaży, zostaje zmuszony do zabrania ze sobą Carter, która prosi o pomoc kolegów z Howling Commandos. Na miejscu odkrywają, że w bazie szkolone są dziewczynki na zabójczynie. Jedna z nich zabija Juniora Junipera. Sowieccy żołnierze atakują drużynę, a Thompson zamiera ze strachu. Jednak Carter pomaga mu uciec razem z więzionym w bazie psychiatrą, doktorem Ivchenko. W tym czasie Underwood, która okazuje się, jest jedną z dziewcząt przeszkolonych w tej bazie przeszukuje pokój Carter. Natomiast Sousa uświadamia sobie, że Peggy jest tą kobietą, która przeszkadza w dochodzeniu S.S.R. przeciwko Starkowi. |    |                                                    |                     |                                    |                  |                         |
| 6 | 6  | Deszyfrator A Sin to Err                           | Stephen Williams    | Lindsey Allen                      | 10 lutego 2015   | 23 czerwca 2015         |
| Carter i Jarvis szukają kobiet, z którymi spotykał się Stark w ciągu ostatnich sześciu miesięcy. Sousa informuje Dooleya, że Carter zdradziła organizację. Wszyscy agenci mają za zadanie ją zatrzymać. Podczas tego zamieszania dr Iwczenko hipnotyzuje agenta Yaucha, który zdradza mu, że tylko Dooley ma dostęp do technologii Starka. Yauch pokazuje Ivchenko, jak wydostać się z biur S.S.R. i zostaje zmuszony do popełnienia samobójstwa. Peggy zabiera krew Rogersa z mieszkania i w trakcie ucieczki zostaje znokautowana przez Underwood, która ma zamiar ją zabić. Na miejsce przybywają Thompson i Sousa, którzy aresztują Carter. |    |                                                    |                     |                                    |                  |                         |
| 7 | 7  | Wszystko się wali Snafu                            | Vincent Misiano     | Chris Dingess                      | 17 lutego 2015   | 30 czerwca 2015         |
| Kiedy Peggy jest przesłuchiwana w S.S.R. zjawia się Jarwis z fałszywym zeznaniem Starka. Obiecuje jego poddanie się w zamian za jej uwolnienie. Carter zauważa jak Ivczenko komunikuje się alfabetem Morse’a z Underwood i odkrywa prawdę na temat jej dochodzenia, aby zdobyli jej zaufanie. Iwczenko hipnotyzuje Dooleya i kradnie jedną z broni Starka z S.S.R., butlę z gazem, którą wraz z Underwood uruchamiają w zatłoczonym kinie. Dooley zostaje odnaleziony w eksperymentalnej kamizelce Starka, której nie może zdjąć. Jarvis informuje, że kamizelka wybuchnie i nie da się jej w żaden sposób wyłączyć. Dooley wyskakuje przez okno, zaraz po tym kamizelka wybucha zabijając go. Gaz w kinie sprawia, że publiczność staje się agresywna i zaczyna siebie nawzajem mordować z okrucieństwem. |    |                                                    |                     |                                    |                  |                         |
| 8 | 8  | Pożegnanie Valediction                             | Christopher Misiano | Michele Fazekas Tara Butters       | 24 lutego 2015   | 7 lipca 2015            |
| S.S.R. odkrywa butlę z gazem w kinie i uświadamiają sobie, że Ivchenko planuje zaatakować gazem cały Nowy Jork. Stark wyjaśnia, że stworzył gaz o nazwie Midnight Oil, który miał dać dodatkową wytrzymałość amerykańskim żołnierzom w czasie wojny, jednak powoduje on psychozę i doprowadza do chęci zabijania siebie nawzajem. Podczas II Wojny Światowej wojska amerykańskie wykorzystały Midnight Oil w ataku na sowietów w Finow. Stark, uważa, że Iwczenko, który tak naprawdę nazywa się Johann Fennhoff obwinia go za tę masakrę. S.S.R. postanawia użyć Howarda jako przynęty organizując konferencję prasową. Jednak Stark zostaje porwany przez Underwood i Fennhoffa, który hipnotyzuje go, aby ten zrzucił z samolotu gaz nad Times Square. W prywatnym hangarze Starka, Sousa obezwładnia Fennhoffa, Carter po pokonaniu Underwood przekonuje Starka, aby też zawrócił. Dottie udaje się uciec. Peggy wylewa krew Rogersa do East River kończąc ten rozdział w życiu. Fennhoff zostaje uwięziony i umieszczony w jednej celi z Arnimem Zolą. |    |                                                    |                     |                                    |                  |                         |

## Produkcja

### Rozwój projektu
Pomysł na produkcję zrodził się po premierze filmu krótkometrażowego Agentka Carter na San Diego Comic-Con International w 2013 roku. We wrześniu 2013 roku rozpoczęto pracę nad serialem. W styczniu 2014 roku podano do wiadomości, że Tara Butters i Michele Fazekas będą twórcami serii, później dołączył do nich Chris Dingess.
8 maja 2014 roku stacja ABC potwierdziła pierwszy sezon serialu, którego premiera zaplanowana została na sezon 2014/2015, w przerwie międzysezonowej drugiego sezonu serialu Agenci T.A.R.C.Z.Y.. W tym samym miesiącu, ujawniono, że serial będzie się składał z ośmiu odcinków.

### Casting

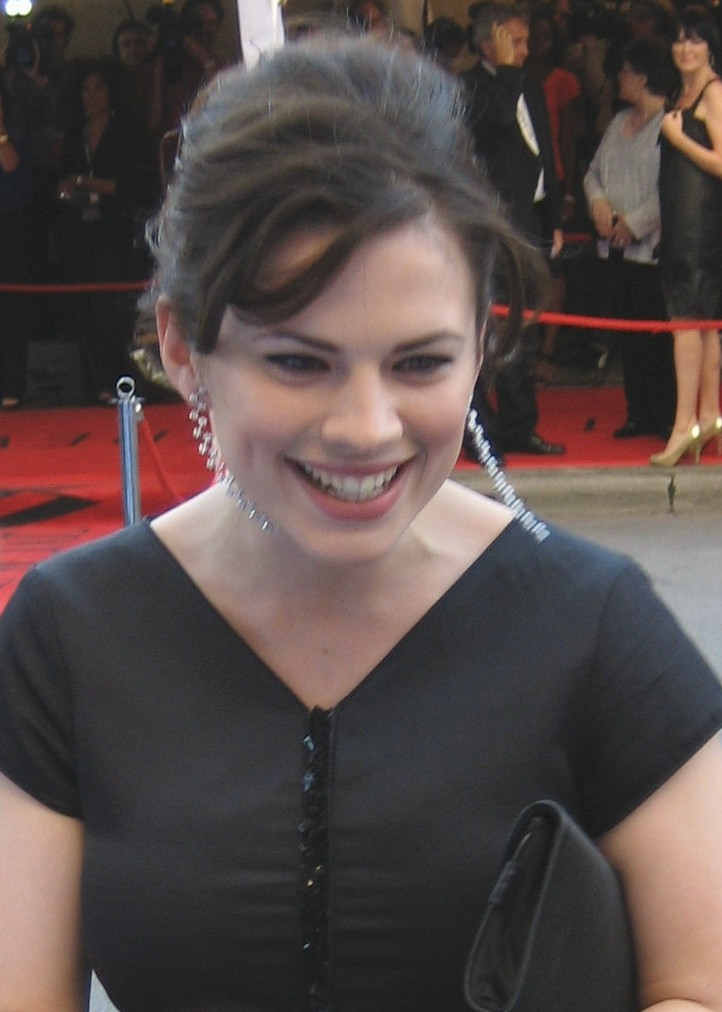
Hayley Atwell jako Peggy Carter.

W maju 2014 roku potwierdzono, że Hayley Atwell jako Peggy Carter powtórzy rolę z filmów. W czerwcu 2014 roku potwierdzono, że Dominic Cooper ponownie wcieli się w rolę Howarda Starka. W sierpniu 2014 roku Chad Michael Murray i Envera Gjokaj zostali obsadzeniu w rolach agentów S.S.R.: Jacka Thompsona i Daniela Sousa. We wrześniu 2014 roku James D’Arcy został zaangażowany do roli Edwina Jarvisa, a Shea Whigham w roli szefa S.S.R. - Rogera Dooleya. W rolach drugoplanowych zostali obsadzeni Kyle Bornheimer jako Ray Krzemiński, Meagen Fay jako Miriam Fry, Lyndsy Fonseca jako Angie Martinelli i Bridget Regan jako Dottie Underwood. W listopadzie 2014 roku ogłoszono, że Costa Ronin będzie przedstawiać młodszą wersję Antona Vanko.

### Zdjęcia
Zdjęcia do pierwszej serii rozpoczęły się pod koniec września 2014 roku w Los Angeles, a zakończyły się w połowie stycznia 2015 roku.

## Promocja
Hayley Atwell jako Peggy Carter wystąpiła gościnnie w retrospekcjach w kilku odcinkach drugiego sezonu serialu Agenci T.A.R.C.Z.Y.. Pierwszy zwiastun do serialu został wyemitowany 28 października 2014 roku, jego mottem było „Sometimes the best man for the job ... is a woman.”.
Książka / Przewodnik
26 października 2016 roku został wydany Guidebook to the Marvel Cinematic Universe: Marvel’s Agent Carter: Season One, który zawiera fakty dotyczące pierwszego sezonu serialu, porównania do komiksów oraz informacje produkcyjne. Fizycznie przewodnik zostanie wydany 16 stycznia 2018 roku w publikacji zbiorczej Marvel Cinematic Universe Guidebook: It’s All Connected.

## Powiązania z Filmowym Uniwersum Marvela
Wydarzenia
- Akcja sezonu pierwszego toczy się w 1946 roku, po wydarzeniach w filmie Kapitan Ameryka: Pierwsze starcie (2011).

Obsada
- Hayley Atwell jako Peggy Carter wcieliła się wcześniej w swoją postać w innych produkcjach Filmowego Uniwersum.
- Dominic Cooper jako Howard Stark zagrał tę postać już wcześniej, w filmach Kapitan Ameryka: Pierwsze starcie (2011) i One-Shot: Agentka Carter (2013)
- Archiwalny materiał z Chrisem Evansem, grającym Steve’a Rogersa / Kapitana Amerykę w MCU, pojawił się w odcinku „To jeszcze nie koniec”[14].
- Toby Jones powtórzył swoją rolę Arnima Zoli z filmów Kapitan Ameryka: Pierwsze starcie (2011) i Kapitan Ameryka: Zimowy żołnierz (2014) w odcinku „Pożegnanie”[16].
- Postać Antona Vanko w odcinku „To jeszcze nie koniec” grana przez Costę Ronina[11] pojawiła się już w filmie Iron Man 2 (2010), jednak grał go dużo starszy aktor Jewgienij Łazariew.
- Neal McDonough powtórzył rolę Timothy’ego „Dum Dum” Dugana z poprzednich produkcji MCU w odcinku „Żelazny sufit”[13].
- Enver Gjokaj, który gra agenta Daniela Sousa, zagrał wcześniej w MCU, ale w zupełnie innej roli. Pojawił się on w roli policjanta podczas inwazji Chitauri na Nowy Jork w filmie Avengers.
- Twórca wielu postaci Marvel Comics, Stan Lee pojawił się gościnnie w czwartym odcinku pierwszego sezonu - „Przycisk wojny błyskawicznej”, jako mężczyzna obok Howarda Starka[18].

Inne
- Dottie Underwood jest produktem programu, który jest prekursorem programu „Czarna Wdowa”, który ukończyła Natasha Romanoff[32].
- Spotkanie Arnima Zoli i Johanna Fennhoffa zapowiada początek programu „Zimowy żołnierz”[16].

## Odbiór

### Oglądalność
Premierę sezonu w Stanach Zjednoczonych oglądało 6,91 miliona widzów, natomiast finał 4,02 miliona. Średnia oglądalność sezonu wliczając widzów DVR wyniosła 7,61 miliona widzów.

### Krytyka w mediach
W serwisie Rotten Tomatoes krytycy przyznali wynik 97% ze średnią ocen 7,9/10. Na portalu Metacritic pierwszy sezon otrzymał od krytyków 73 punkty na 100.

### Nagrody i nominacje
| Rok  | Nagroda | Kategoria                                       | Nominowani     | Rezultat  | Przypis |
| ---- | ------- | ----------------------------------------------- | -------------- | --------- | ------- |
| 2015 | Saturn  | Najlepszy serial opowiadający o superbohaterach | Agentka Carter | Nominacja | [ 37 ]  |
| 2015 | Saturn  | Najlepsza aktorka w serialu telewizyjnym        | Hayley Atwell  | Nominacja | [ 37 ]  |
| 2015 | Saturn  | Najlepszy występ gościnny                       | Dominic Cooper | Nominacja | [ 37 ]  |